# Lifetime (canal de televisión)
Lifetime es un canal de televisión por suscripción estadounidense, propiedad de A+E Networks. Presenta una programación que está dirigida a mujeres o presenta a mujeres en roles principales.

## Historia
Lifetime inició sus transmisiones en los Estados Unidos el 1 de febrero de 1984, en el Reino Unido e Irlanda inicia en noviembre de 2013, mientras que en Latinoamérica se lanzó el 1 de julio de 2014 con la salida de Sony Spin.  El 1 de octubre inició sus transmisiones en México, en sucesión al canal Bio.

## Logotipos

Utilizado desde 2014 hasta 2017.
Utilizado desde 2017 hasta 2020.
Utilizado desde 2020.